# Metrópolis de Lidia
La ciudad clásica de Metrópolis (en griego antiguo: Μητρόπολις) está situado en el oeste de Turquía, en el municipio de Torbali, aproximadamente 40 km SE de Esmirna. La ocupación en el sitio se remonta al período neolítico. Se considera que en el periodo hitita recibía el nombre de Puranda.

## Historia
Se encontraron fragmentos de cerámica, hachas de piedra y fragmentos de obsidiana indican que el lugar ya estaba poblado a principios de la Edad del Bronce (tercer milenio antes de Cristo).
En la acrópolis de Metrópolis se ha encontrado un sello aún no descifrado escrito en jeroglíficos similares a los de los hititas.
Durante el bronce tardío, la ciudad se conocía como Puranda. .El reino de Arzawa tenía su capital Apasas (más tarde Éfeso) unos 30 km al suroeste. Puranda perteneció al reino de Arzawa, cuya capital, Apasa, cayó a manos de los hititas. El hijo del difunto rey, Tapalazunauli, dirigió la resistencia desde Puranda. En el 1317 a. C, Mursili II sitió la ciudad y cortó el suministro de agua. Tapalazunauli logró escapar, pero su familia cayó en manos de los hititas. En el siglo XII a. C. BC (Capa II) el asentamiento fue fortificado por una muralla considerada construcción ciclópea.
También se encuentran los restos micénicos. El yacimiento de Bademgedigi Tepe concentra gran cantidad de cerámica micénica local, que van desde el siglo XIV al XII a. C. y posteriores. Ejemplo de esto es una cerámica con la representación de barcos de época micénica.
Las cerámicas geométricas y arcaicas encontradas en la Acrópolis podrían datar del 725 al 500 a. C.

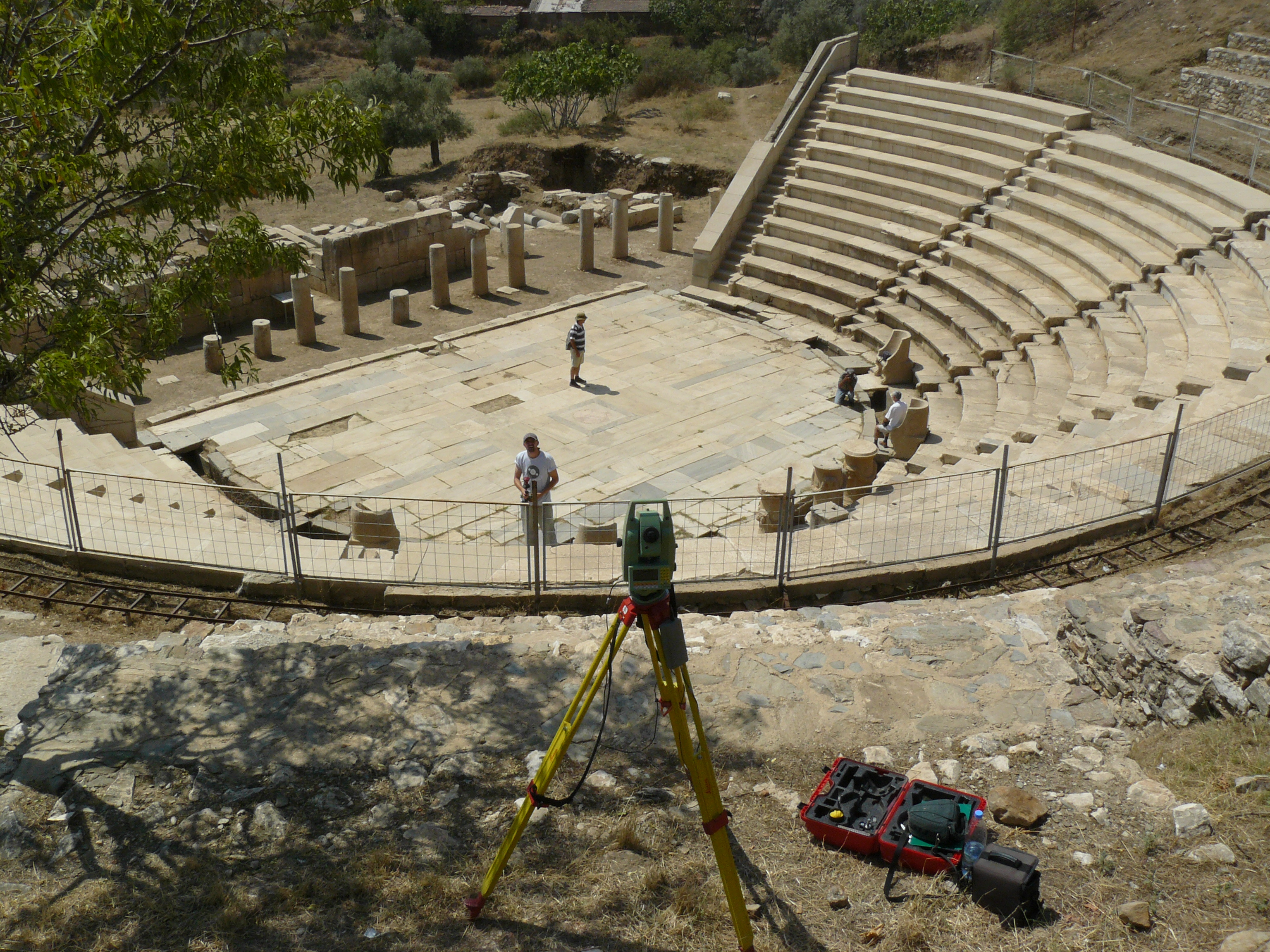
El teatro de Metropolis, restaurado en 2001. Foto tomada en 2007.

Durante el periodo helenístico, el lugar de Metrópolis era parte del reino de Pérgamo y durante este período la ciudad alcanzó un cenit de vida cultural y económica. Aquí se ha ubicado un templo dedicado al dios de la guerra Ares, en la Acrópolis, uno de los dos únicos templos conocidos de este tipo. Se construyó la Estoa, el Buleuterio y el teatro.
Durante el período romano, la ciudad cubrió una extensa área. Los ingresos de la ciudad venían de la agricultura y el comercio gracias a la carretera principal entre Esmirna y Éfeso, el comercio se desarrolló rápidamente y se convirtió en uno de los principales puntos de ingresos. También se ha desenterrado un complejo de baños y gimnasios romanos en las laderas bajas del norte.
La ciudad fue notada por numerosos autores clásicos, como Estrabón y Ptolomeo, y descrita como una ciudad en el valle del río Caístro en Lidia, en la vía de Esmirna a Éfeso, a una distancia de 120 estadios de Éfeso, y 180 de Esmirna. Estrabón relata que el distrito de Metrópolis producía un excelente vino.
La ciudad todavía era conocida por autores bizantinos como Esteban de Bizancio y Hierocles
Durante el período bizantino tardío, la ciudad disminuyó de tamaño. Alrededor del siglo XIV, se construyó una nueva fortaleza entre la Acrópolis y Estoa. La ciudad fue conquistada por los otomanos en el siglo XV, luego la ciudad fue abandonada. Los habitantes se trasladaron a Torbalı.

## Excavaciones
La ciudad fue investigada por primera vez a través del trabajo de campo arqueológico desde 1972 por el profesor Recep Meriç de la Universidad Dokuz Eylül, Esmirna. Metrópolis ha sido excavada desde 1989.
En 1995, los arqueólogos descubrieron un asiento de honor hecho de mármol de tiempo helenístico con diseño de grifos en el Teatro Antiguo. El asiento de honor original se exhibe en el Museo Arqueológico de Esmirna y se ha colocado una réplica en el teatro.

## Galería

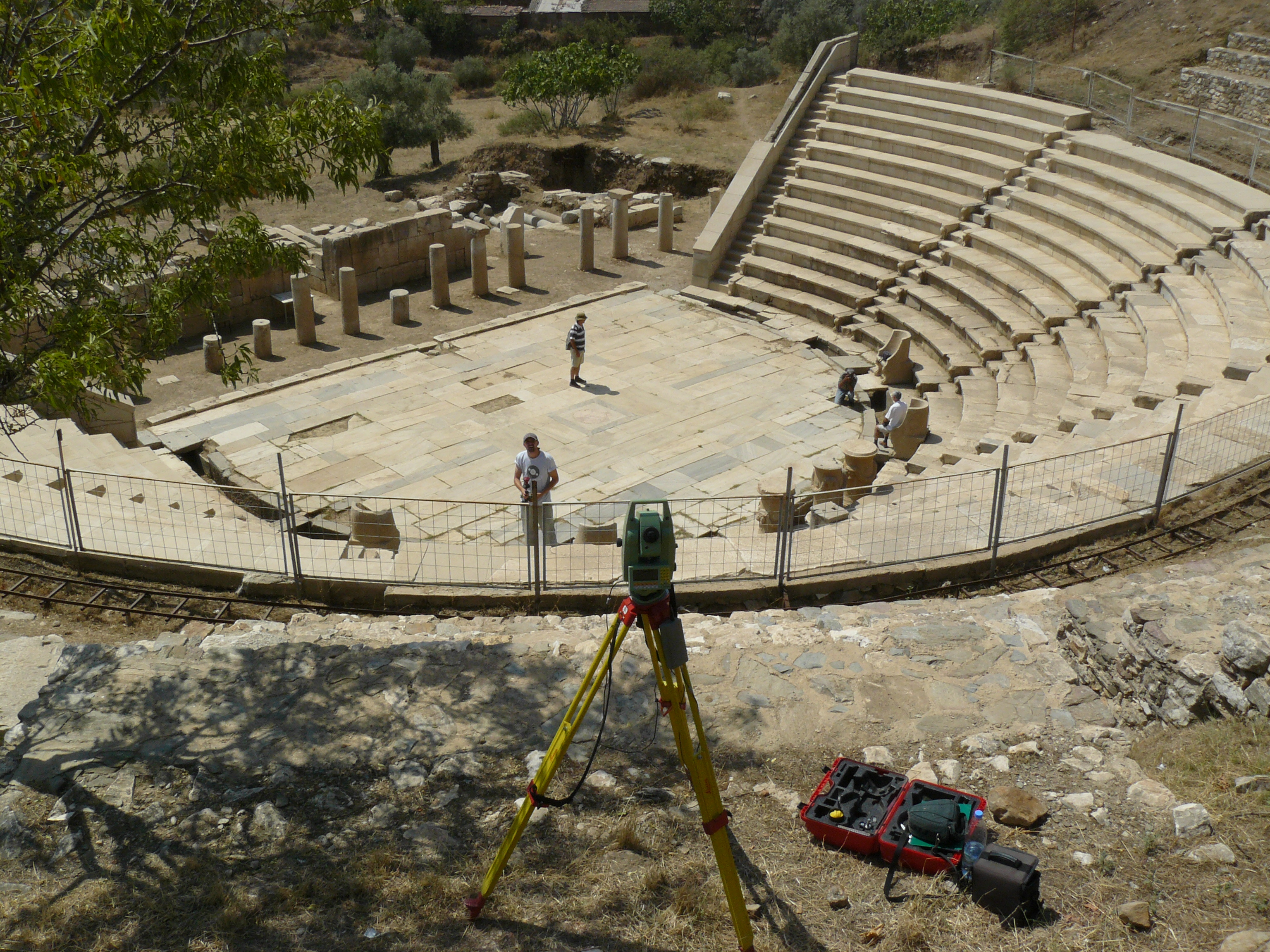
Teatro de Metrópolis
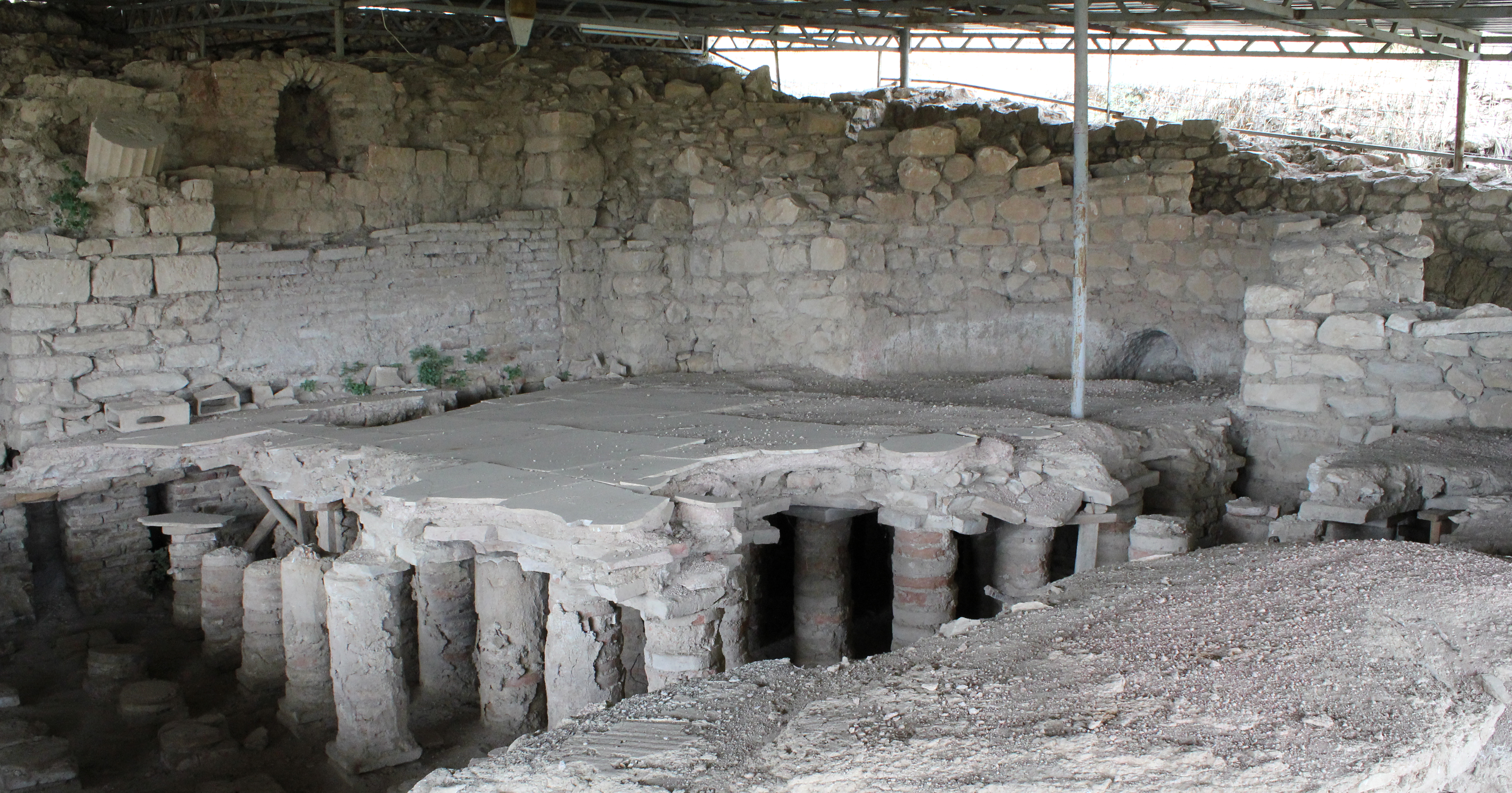
Baños romanos, Hipocausto
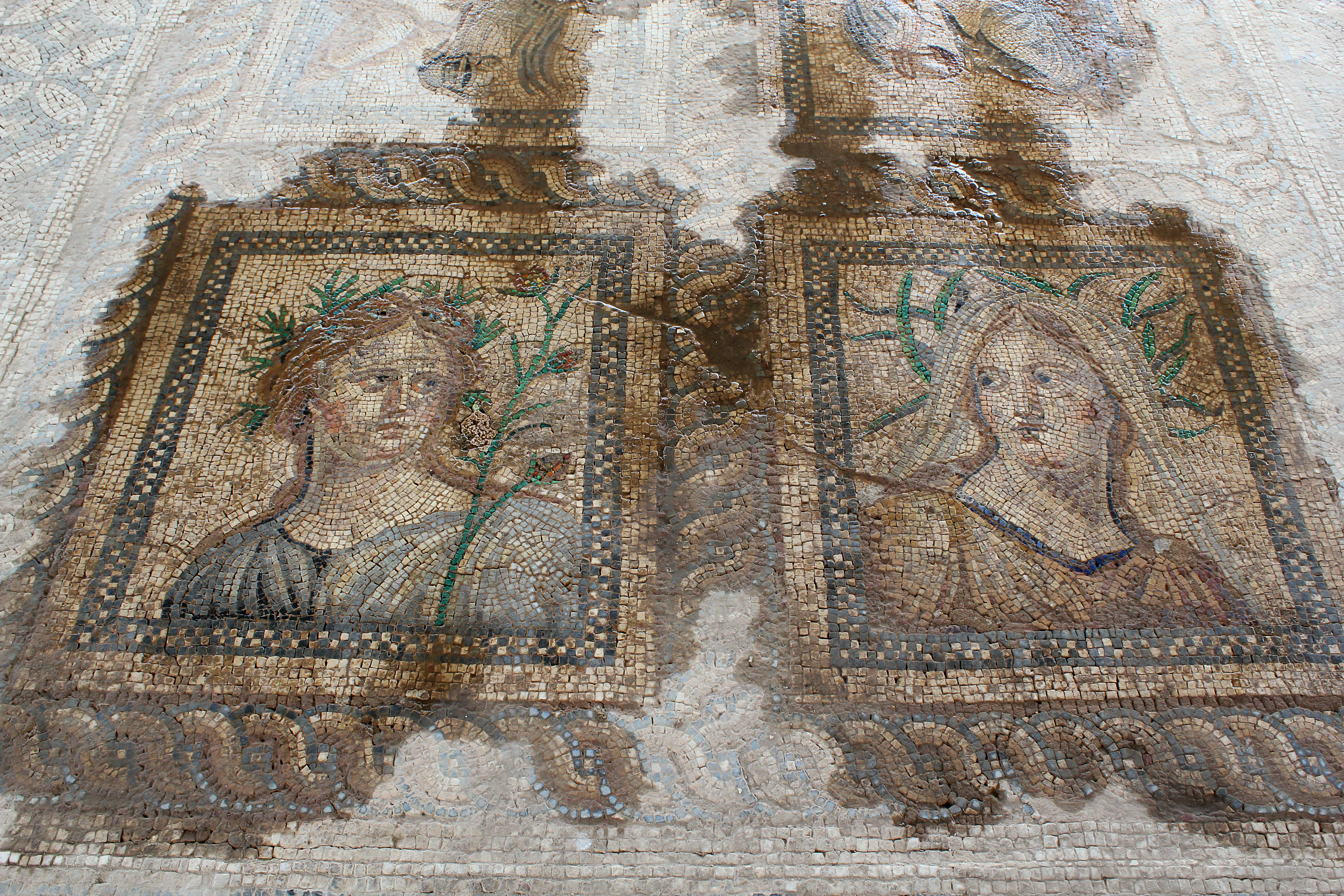
Mosaico en una dependencia del teatro.
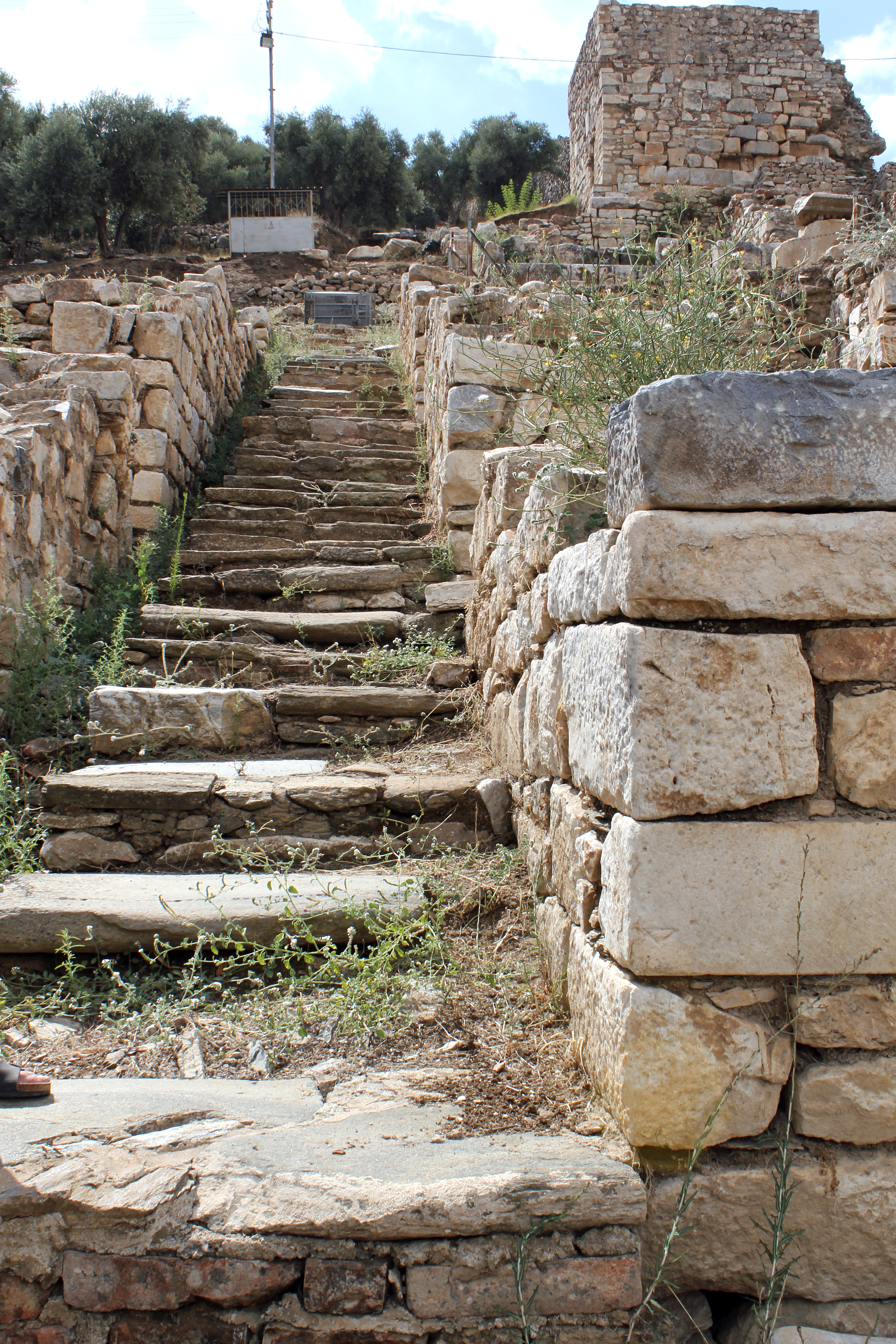
Escaleras desde los baños termales hasta la torre de fortificación